# Pippi Langstrømpe (tv-serie)
 For alternative betydninger, se Pippi Langstrømpe (flertydig). (Se også artikler, som begynder med Pippi Langstrømpe)
Pippi Langstrømpe (svensk titel: Pippi Långstrump) er en svensk/vesttysk tv-serie baseret på Astrid Lindgrens Pippi Langstrømpe børnebøger. Serien varede i tretten afsnit, det første afsnit blev sendt 8. februar 1969 på Sveriges Television.
Seriens temasang, "Her kommer Pippi Langstrømpe" ("Här Kommer Pippi Långstrump") blev komponeret af Jan Johansson (i et af hans sidste værker, før han døde et år før serien blev sendt), med tekst af Astrid Lindgren. Sangen blev sunget af seriestjernen Inger Nilsson.
I Danmark havde serien  Gunvor Bjerre som fortæller.

## Afsnit
1. "Pippi flyttar in i Villa Villekulla" (Pippi flytter ind i Villa Villekulla) (Sendt: 8. februar 1969)
2. "Pippi är sakletare och går på kalas" (Pippi leder efter ting") (1969)
3. "Pippi går i affärer" ("Pippi går i butikker ")
4. "Pippi ordnar en utflykt" ("Pippi tager på udflugt") (Udsendt: 1. marts 1969)
5. "Pippi får besök av tjuvar" ("Pippi får besøg af tyveknægte") (udsendt: 8. marts 1969)
6. "Pippi går på tivoli" ("Pippi går i Tivoli") (Sendt: 15. marts 1969)
7. "Pippi i den första snön" ("Pippi og den første sne") (udsendt: 22. marts 1969)
8. "Pippis jul" ("Pippis Jul") (udsendt: 29. marts 1969)
9. "Pippi hittar en spunk" ("Pippi finder en "pink") (udsendt: 5. april 1969)
10. "Pippis ballongfärd" ("Pippis ballontur") (Udsendt: 12. april 1969)
11. "Pippi är skeppsbruten" ("Pippi er skibbruden") (Udsendt: 19. april 1969)
12. "Pippi håller avskedskalas" ("Pippi holder afskedsfest") (Sendt: 26. april 1969)
13. "Pippi går ombord" ("Pippi går om bord") (udsendt: 3. maj 1969)

### Spillefilm
- Pippi på de syv have (svensk titel: Pippi Långstrump på de sju haven ) (1970)
- Pippi stikker af (svensk titel: På rymmen med Pippi Långstrump) (1970)

## Medvirkende
- Inger Nilsson som Pippi Langstrømpe
- Pär Sundberg som Tommy Settergren
- Maria Persson som Annika Settergren
- Beppe Wolgers som kaptajn Efraim Langstrømpe
- Margot Trooger som Frøken Pryselius
- Gun Arvidsson som Frøken Pryselius' stemme
- Hans Clarin som Dunder-Karlsson
- Gösta Prüzelius som Dunder-Karlssons stemme
- Paul Esser som Blom
- Hans Lindgren som Bloms stemme
- Ulf G. Johnsson som Kling
- Per Sjöstrand som Klings stemme
- Göthe Grefbo som Klang
- Fredrik Ohlsson som hr. Settergren
- Öllegård Wellton som fru Settergren
- Staffan Hallerstam som Benke